# Lignères
Lignères és un municipi francès situat al departament de l'Orne i a la regió de Normandia. L'any 2007 tenia 31 habitants.

## Demografia

### Població
El 2007 la població de fet de Lignères era de 31 persones. Hi havia 14 famílies de les quals 5 eren unipersonals (5 homes vivint sols) i 9 parelles amb fills.
La població ha evolucionat segons el següent gràfic:
Habitants censats

### Habitatges
El 2007 hi havia 27 habitatges, 13 eren l'habitatge principal de la família, 9 eren segones residències i 6 estaven desocupats. Tots els 27 habitatges eren cases. Dels 13 habitatges principals, 11 estaven ocupats pels seus propietaris i 1 estava llogat i ocupat pels llogaters; 1 tenia dues cambres, 1 en tenia tres, 6 en tenien quatre i 5 en tenien cinc o més. 2 habitatges disposaven pel capbaix d'una plaça de pàrquing. A 5 habitatges hi havia un automòbil i a 8 n'hi havia dos o més.

### Piràmide de població
La piràmide de població per edats i sexe el 2009 era:
| Homes | Edats   | Dones |
| ----- | ------- | ----- |
| 0     | 95 o +  | 0     |
| 0     | 90 a 94 | 0     |
| 0     | 85 a 89 | 0     |
| 0     | 80 a 84 | 0     |
| 0     | 75 a 79 | 0     |
| 0     | 70 a 74 | 0     |
| 4     | 65 a 69 | 0     |
| 0     | 60 a 64 | 4     |
| 0     | 55 a 59 | 0     |
| 0     | 50 a 54 | 4     |
| 4     | 45 a 49 | 0     |
| 4     | 40 a 44 | 0     |
| 4     | 35 a 39 | 4     |
| 0     | 30 a 34 | 4     |
| 0     | 25 a 29 | 0     |
| 0     | 20 a 24 | 0     |
| 4     | 15 a 19 | 0     |
| 4     | 10 a 14 | 4     |
| 8     | 5 a 9   | 0     |
| 8     | 0 a 4   | 0     |

## Economia
El 2007 la població en edat de treballar era de 19 persones, 16 eren actives i 3 eren inactives. De les 16 persones actives 15 estaven ocupades (10 homes i 5 dones) i 1 aturada (1 dona i 1 dona). De les 3 persones inactives 1 estava jubilada i 2 estaven estudiant.
Activitats econòmiques
L'any 2000 a Lignères hi havia 8 explotacions agrícoles.

## Poblacions més properes
El següent diagrama mostra les poblacions més properes.